# Asterix & Obelix: Der Kampf der Häuptlinge
Asterix & Obelix: Der Kampf der Häuptlinge (französisch Astérix et Obélix : Le Combat des chefs) ist eine französische 3D-Animations-Miniserie mit fünf Episoden à etwa 30 Minuten. Die Serie wurde von Alain Chabat und Fabrice Joubert inszeniert und ist seit dem 30. April 2025 auf Netflix verfügbar. Sie basiert auf dem gleichnamigen Comic-Album von René Goscinny und Albert Uderzo.

## Handlung
Der Druide Miraculix verliert nach einem unglücklichen Hinkelsteinwurf von Obelix den Verstand und sein Gedächtnis – einschließlich des Rezepts für den Zaubertrank. Diese Schwäche nutzen die Römer aus und fordern einen „Kampf der Häuptlinge“: Majestix wird vom pro-römischen Häuptling Augenblix herausgefordert. Sollte Majestix verlieren, würde das unbeugsame gallische Dorf unter römische Kontrolle geraten.

## Hintergrund
Die Serie adaptiert das siebte Album der Asterix-Reihe, Der Kampf der Häuptlinge (1966), das ursprünglich im Magazin Pilote vorveröffentlicht wurde. Die Geschichte wurde bereits teilweise in dem Zeichentrickfilm Asterix – Operation Hinkelstein (1989) verarbeitet.

## Synchronisation
Die deutsche Synchronisation entstand bei der FFS Film- & Fernseh-Synchron GmbH in Berlin, unter der Dialogregie und nach einem Dialogbuch von Tanja Frank. Axel Malzacher, Marko Bräutigam und Matthias Klie übernehmen erneut ihre Rollen als Asterix, Obelix und Julius Cäsar aus dem Realfilm Asterix & Obelix im Reich der Mitte.
| Rolle                    | Originalsprecher  | Deutsche Sprecher |
| ------------------------ | ----------------- | ----------------- |
| Asterix                  | Alain Chabat      | Axel Malzacher    |
| Obelix                   | Gilles Lellouche  | Marko Bräutigam   |
| Julius Cäsar             | Laurent Lafitte   | Matthias Klie     |
| Miraculix                | Thierry Lhermitte | Axel Strothmann   |
| Majestix                 | Grégoire Ludig    | Sven Fechner      |
| Augenblix                | Grégory Gadebois  | Bernd Egger       |
| Fastanfurius             | Fred Testot       | Wolfgang Wagner   |
| Metadata                 | Anaïs Demoustier  | Sarah Tkotsch     |
| Potus                    | Jean-Pascal Zadi  | Julian Manuel     |
| Apotheka                 | Jeanne Balibar    | Jeanne Balibar    |
| Methusalix               | Alain Chabat      | Freimut Götsch    |
| Troubadix                | David Marsais     | Kai Taschner      |
| Automatix                | Pio Marmaï        | Sven Brieger      |
| Verleihnix               | Alexandre Astier  | Sascha Krüger     |
| Gutemine                 | Géraldine Nakache | Elisabeth Günther |
| Jellosubmarine           | Barbara Tissier   | Daniela Hoffmann  |
| Frau Methusalix          | Marie Facundo     |                   |
| Allesbestix              | Gérard Darmon     | K. Dieter Klebsch |
| Cäsars Mutter            | Jérôme Commandeur | Dirc Simpson      |
| Kommentatorin Rhabarbera | Stéfi Celma       | Melanie Hinze     |
| Kommentator Blackangus   | Jérôme Commandeur | Jan-Marten Block  |